# Круглое (Томская область)
Круглое — исчезнувший посёлок в Колпашевском районе Томской области. На момент упразднения входил в состав Новогоренского сельсовета. Упразднен в 1971 году.

## География
Посёлок располагалась у региональной дороги 69К12 «Могильный Мыс - Парабель - Каргасок», у западного берега озера Карасевое, в 12 км (по прямой) к западу от деревни Новогорное.

## История
Посёлок возник в начале 1930-х годов, когда бассейн реки Чая стал местом расселения спецпоселенцев из числа кулаков. По данным на 1938 год спецпосёлок Круглый подчинялся Копыловской участковой комендатуре. В посёлке проживала 64 семьи спецпоселенцев.
В 1950-е годы в посёлке размещался дом престарелых. В 1966 году дом престарелых был перенесен в другой населенный пункт, а посёлок обезлюдел.
Решение № 6 Томского облисполкома от 14 января 1971 г. в связи с выездом населения посёлок Круглое исключен из учётных данных.

## Население
| 1939 | 1952 | 1959 | 1970 |
| ---- | ---- | ---- | ---- |
| 424  | ↗690 | ↘463 | ↘0   |

В 1938 году в поселке проживало 217 человек спецпоселенцев, в том числе 52 мужчины, 63 женщины и 102 ребенка до 16 лет.